# Szlak czarny Leśno Górne – Tanowo

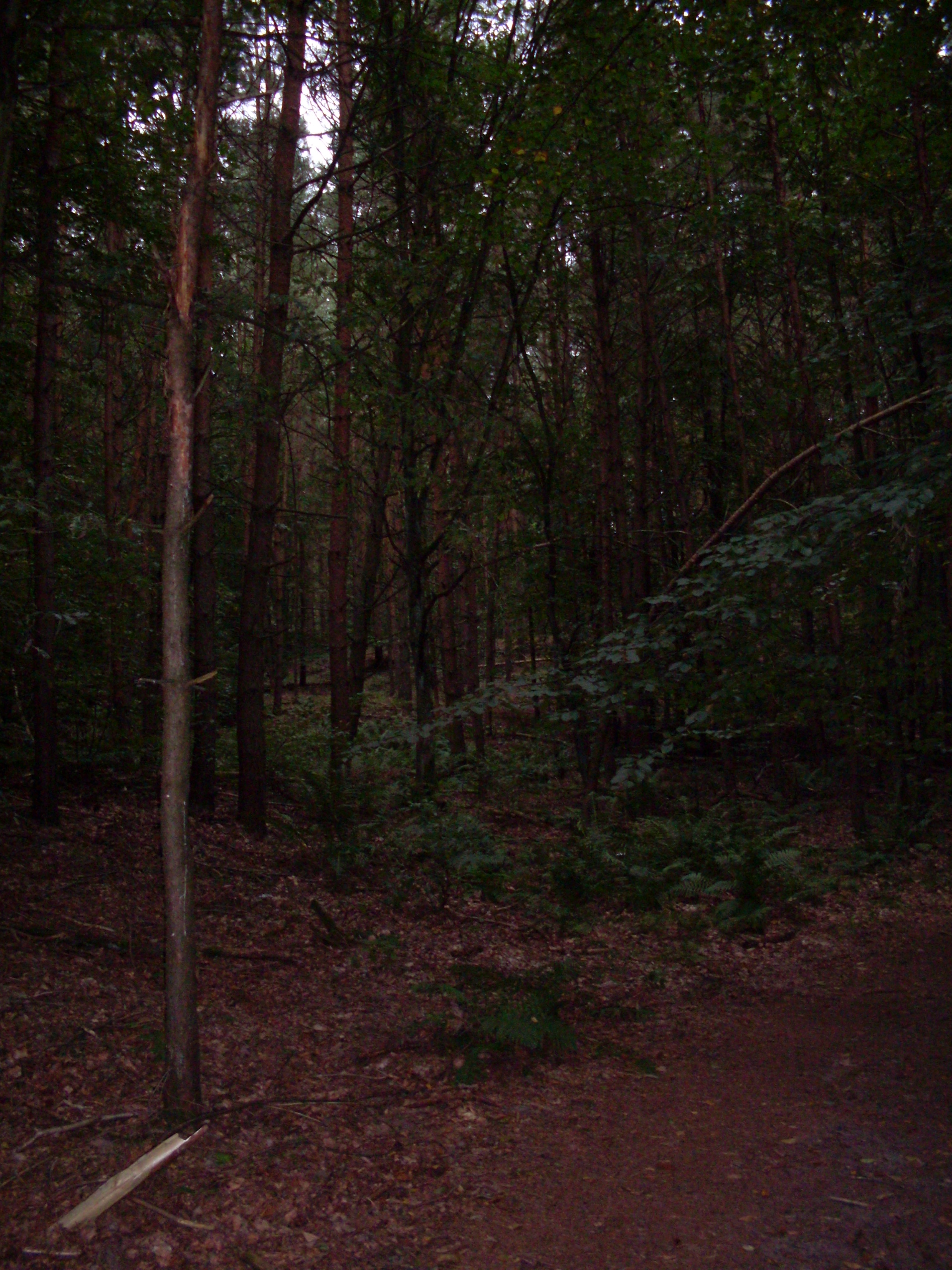
Szlak czarny w głębi Puszczy Wkrzańskiej (gmina Police)

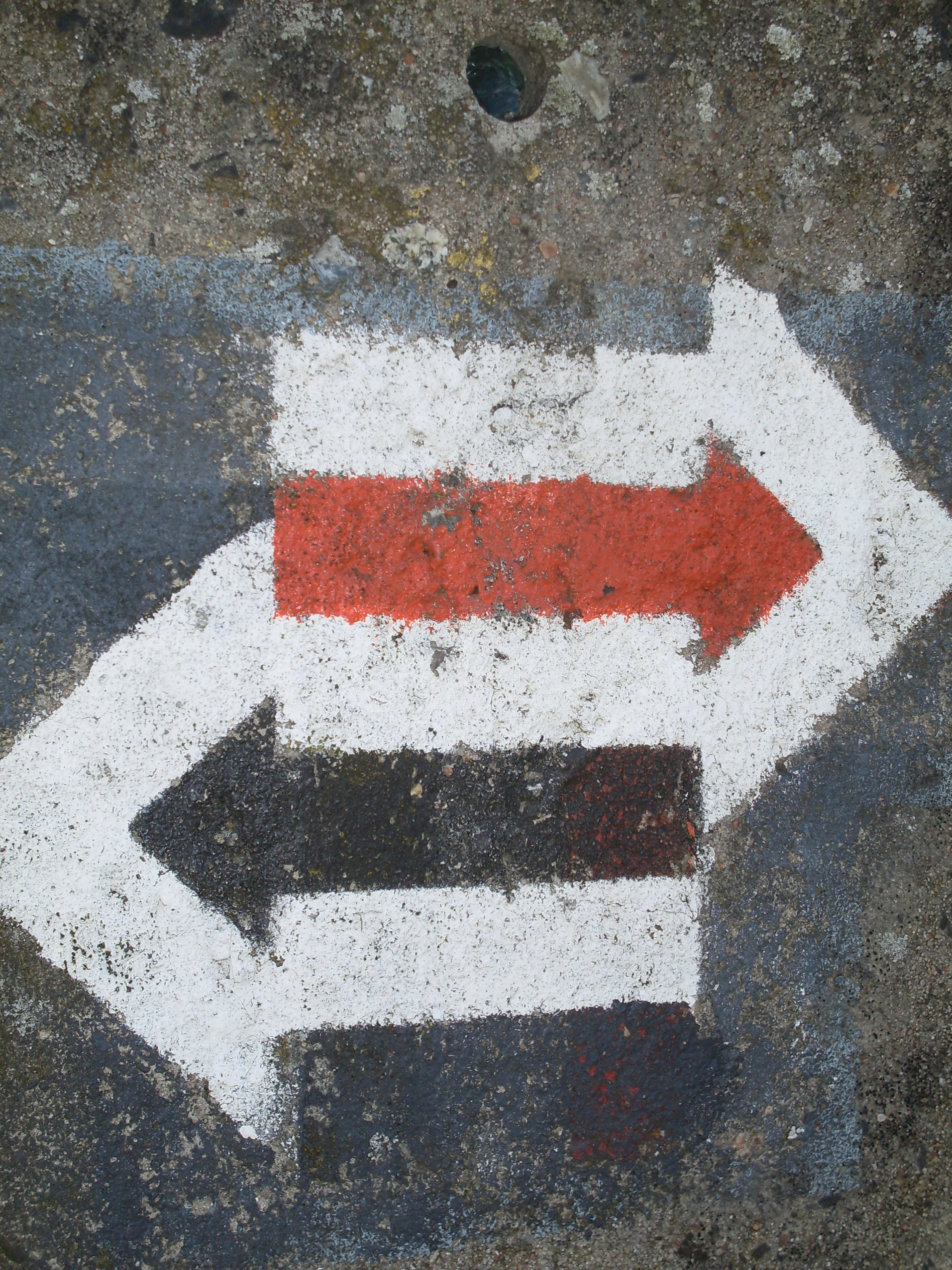
Oznaczenia szlaków PTTK w Tanowie

 Szlak czarny Leśno Górne – Tanowo (Szlak przez Komorze Góry) - pieszy szlak turystyczny w gminie Police. Szlak prowadzi przez południową część Puszczy Wkrzańskiej z Leśna Górnego przez Stare Leśno i Komorze Góry do wsi Tanowo.